# エルガ・アンデルセン
エルガ・アンデルセン（Elga Andersen、出生名：Helga Hymen または Hymmen、1935年2月2日 – 1994年12月7日）は、ドイツの女優で歌手。1950年代と1960年代に1ダース以上のフランス映画に出演し、1950年代にレコーディング歌手としてもデビューした。1961年の映画『ナバロンの要塞』で "Treu sein" と "Sündenlied" の2曲を歌い、1971年の映画『栄光のル・マン』でスティーブ・マックイーンと共演した。2人目の夫のピーター・ギンベルとともに、沈没船アンドレア・ドーリアの潜水調査に乗り出した。

## 生い立ち
ドイツのドルムントでヘルガ・ヒメン（Helga Hymen あるいは Hymmen）として生まれた。アンデルセンは一人っ子で、父親は土木技師だった。父親は第二次世界大戦集結の2週間前にドイツ国防軍に招集され、東部戦線に送られたがその後の消息は不明である。16歳で高校を退学し、母親との生活の足しに英語とフランス語の通訳として働いた。18歳の時にパリに移り、モデルとして働き始めた。

## 映画でのキャリア
アンドレ・ユヌベル監督の1957年のフランス映画 Les Collegiennes で、エルガ・ヒメン（Elga Hymen）の名で映画デビューした。
オットー・プレミンジャーは自身の1958年の映画『悲しみよこんにちは』で端役に採用し、芸名として「エルガ・アンデルセン」と名付けた。初めての主演は1960年の Brazilian Rhapsody だった。1970年代にかけて、数多くの主にヨーロッパで製作された映画に出演した。出演したアメリカ映画としてはボブ・ホープ主演の A Global Affair（1964年）、スティーブ・マックイーンの相手役を勤めた『栄光のル・マン（1971年）などがある。アンデルセンとマックイーンは撮影中に関係を持った報じられた。撮影に使われたポルシェ911Sスポーツ・クーペの1台が、映画でのアンデルセンの仕事に対する補償の1部として与えられた。

## 私生活
最初の夫はパリジャンの建築家、クリチャン・ジラールだった。1978年にアメリカの富豪ピーター・R・ギンベルと再婚した。
1981年に夫妻は沈没船アンドレア・ドーリアの金庫を回収する100万ドルのプロジェクトに参加した。アンデルセンは、プロジェクトの主な目的は当船が1956年7月25日にマサチューセッツ州ナンタケット沖で定期船に衝突された後でなぜ急速に沈没したのかを明らかにすることだと述べている。同時に、引き上げメンバーは、数千ドルの現金と貴重品が入っていると信じられていた船の金庫室も捜索した。1981年9月初頭に金庫の一つが引き上げられた後で遠征メンバーはプロジェクトの終了を決定した。夫妻はアメリカのテレビ局用に彼らの遠征の2本のドキュメンタリーを製作した。
アンデルセンは1994年12月7日に癌のために死去した。1995年にアンデルセンと1987年に他界したギンベルの遺灰は、潜水探査の最中にアンドレア・ドーリアに安置された。

## 出演作品の一部
- 1957: Les Collégiennes – Hélène
- 1957: 『昼下がりの情事』 – 端役（クレジットなし）
- 1957: La polka des menottes – 看護婦（クレジットなし）
- 1957: Girl Merchants
- 1958: 『悲しみよこんにちは』 – デニーズ
- 1958: 『死刑台のエレベーター』 – フリーダ・ベンケル
- 1958: Solang' die Sterne glüh'n – Doris Hoff、写真家
- 1958: Ist Mama nicht fabelhaft? – Evelyn
- 1958: So ein Millionär hat's schwer – Alice Sorel
- 1960: I baccanali di Tiberio
- 1960: Os Bandeirantes – Elga
- 1961: Le monocle noir – Martha
- 1961: Mourir d'amour – Karin, la secrétaire
- 1962: Le scorpion – Corinne
- 1962: 『スパイ対スパイ（英語版）』 – エリカ・マーガー
- 1962: L'empire de la nuit – 未亡人
- 1963: Your Turn, Darling – Valérie Pontiac / Montana
- 1964: A Global Affair – Yvette
- 1964: Coffin from Hong Kong – Stella
- 1965: DM-Killer – Inge Moebius
- 1965: Coast of Skeletons – Elizabeth Von Koltze
- 1966: La battaglia dei Mods – Sonia
- 1966: Star Black – Caroline Williams
- 1968: Captain Singrid – Singrid
- 1968: Più tardi Claire, più tardi... – Claire/ Ann
- 1970: Sex-Power – Lorelei
- 1971: 『栄光のル・マン』 – リサ・ベルジェッティ
- 1971: Un omicidio perfetto a termine di legge – Monica Breda
- 1971: Detenuto in attesa di giudizio – Ingrid Di Noi
- 1971–1974: Aux frontières du possible（フランスのTV番組） – Barbara Andersen（最後の出演）
- 1973: 『エスピオナージ』 – ケイト・クロス